# الدوري التونسي لكرة اليد 1992–93
الدوري التونسي لكرة اليد 1992-1993 هو الدورة 38 من الدوري التونسي لكرة اليد للرجال.
فاز بهذا الموسم الترجي الرياضي التونسي.

## روابط خارجية
- الموقع الرسمي للجامعة التونسية لكرة اليد.